# 蒂氏假鰓鱂
蒂氏假鰓鱂，為輻鰭魚綱鯉齒目鰕鱂亞目鰕鱂科的其中一種，為熱帶淡水魚，分布於非洲塞內加爾、甘比亞、布吉納法索、馬利及尼日淡水流域，體長可達3.5公分，棲息在沼澤、水塘底中層水域，生活習性不明，可作為觀賞魚，又稱花鰕鱂。

## 擴展閱讀
維基物種上的相關：蒂氏假鰓鱂